# Robin (film)
 For alternative betydninger, se Robin. (Se også artikler, som begynder med Robin)
Robin  er en dansk film fra 2017, filmen er instrueret af Antonio Steve Tublén og med Rosalinde Mynster, Anders Heinrichsen, Julie Grundtvig Wester og Maibritt Saerens i hovedrollerne.

## Medvirkende
- Rosalinde Mynster som Robin
- Anders Heinrichsen som Jonas
- Julie Grundtvig Wester som Emma
- Maibritt Saerens som Nadia
- Kirsten Olesen som Gerda
- Jesper Christensen som Pierre